# سیمرغ بلورین بهترین فیلم جشنواره فیلم فجر
سیمرغ بلورین بهترین فیلم جایزه‌ای است که هرساله در جشنوارهٔ فیلم فجر به بهترین فیلم اهدا می‌شود. ابراهیم حاتمی‌کیا با کارگردانی ۵ فیلم که موفق به دریافت این جایزه شده‌اند، در این زمینه رکورددار است.

## فهرست
| دوره | سال  | فیلم                           | تهیه‌کننده                                   | کارگردان           |
| ---- | ---- | ------------------------------ | ------------------------------------------- | ------------------ |
| ۱    | ۱۳۶۱ | برنده نداشت                    |                                             |                    |
| ۲    | ۱۳۶۲ | برنده نداشت                    |                                             |                    |
| ۳    | ۱۳۶۳ | مترسک                          | بخش فرهنگی بنیاد مستضعفان آذربایجان غربی    | حسن محمدزاده       |
| ۴    | ۱۳۶۴ | برنده نداشت                    |                                             |                    |
| ۵    | ۱۳۶۵ | پرواز در شب                    | رسول ملاقلی‌پور                              | رسول ملاقلی‌پور     |
| ۵    | ۱۳۶۵ | خانه دوست کجاست                | علیرضا زرین                                 | عباس کیارستمی      |
| ۶    | ۱۳۶۶ | برنده نداشت                    |                                             |                    |
| ۷    | ۱۳۶۷ | در مسیر تندباد                 | هارون یشایائی                               | مسعود جعفری جوزانی |
| ۸    | ۱۳۶۸ | مهاجر                          | حوزه هنری سازمان تبلیغات اسلامی             | ابراهیم حاتمی‌کیا   |
| ۹    | ۱۳۶۹ | آپارتمان شماره ۱۳              | یدالله صمدی و گروه فیلمسازی همراه           | یدالله صمدی        |
| ۱۰   | ۱۳۷۰ | نیاز                           | علی واجدسمیعی و علی‌رضا داوودنژاد            | علی‌رضا داوودنژاد   |
| ۱۱   | ۱۳۷۱ | از کرخه تا راین                | ابراهیم حاتمی کیا و سینا فیلم               | ابراهیم حاتمی کیا  |
| ۱۲   | ۱۳۷۲ | برنده نداشت                    |                                             |                    |
| ۱۳   | ۱۳۷۳ | روز واقعه                      | هدایت‌فیلم                                   | شهرام اسدی         |
| ۱۴   | ۱۳۷۴ | پدر                            | مرکز گسترش سینمای مستند و تجربی             | مجید مجیدی         |
| ۱۵   | ۱۳۷۵ | بچه‌های آسمان                   | کانون پرورش فکری کودکان و نوجوانان          | مجید مجیدی         |
| ۱۶   | ۱۳۷۶ | آژانس شیشه‌ای                   | بنیاد سینمایی فارابی و وراهنر               | ابراهیم حاتمی‌کیا   |
| ۱۷   | ۱۳۷۷ | هیوا                           | نگین فیلم و سازمان توسعه سینمایی سوره       | رسول ملاقلی‌پور     |
| ۱۸   | ۱۳۷۸ | بوی کافور، عطر یاس             | مرتضی شایسته                                | بهمن فرمان‌آرا      |
| ۱۹   | ۱۳۷۹ | باران                          | مجید مجیدی و فؤاد نحاس                      | مجید مجیدی         |
| ۲۰   | ۱۳۸۰ | خانه‌ای روی آب                  | بهمن فرمان آرا                              | بهمن فرمان‌آرا      |
| ۲۰   | ۱۳۸۰ | ارتفاع پست                     | منوچهر محمدی                                | ابراهیم حاتمی‌کیا   |
| ۲۱   | ۱۳۸۱ | دیوانه از قفس پرید             | محمدرضا تخت‌کشیان                            | احمدرضا معتمدی     |
| ۲۲   | ۱۳۸۲ | مهمان مامان                    | داریوش مهرجویی و سیمافیلم                   | داریوش مهرجویی     |
| ۲۳   | ۱۳۸۳ | خیلی دور، خیلی نزدیک           | رضا میرکریمی                                | رضا میرکریمی       |
| ۲۴   | ۱۳۸۴ | به نام پدر                     | محمد پیرهادی                                | ابراهیم حاتمی‌کیا   |
| ۲۵   | ۱۳۸۵ | روز سوم                        | علیرضا جلالی و حمید آخوندی                  | محمدحسین لطیفی     |
| ۲۶   | ۱۳۸۶ | به همین سادگی                  | سیدرضا میرکریمی و سازمان توسعه سینمایی سوره | سیدرضا میرکریمی    |
| ۲۷   | ۱۳۸۷ | تردید                          | سعید سعدی و واروژ کریم‌مسیحی                 | واروژ کریم‌مسیحی    |
| ۲۸   | ۱۳۸۸ | به رنگ ارغوان                  | سیدجمال ساداتیان                            | ابراهیم حاتمی‌کیا   |
| ۲۹   | ۱۳۸۹ | جرم                            | مسعود کیمیایی                               | مسعود کیمیایی      |
| ۳۰   | ۱۳۹۰ | برنده نداشت                    | برنده نداشت                                 | برنده نداشت        |
| ۳۱   | ۱۳۹۱ | استرداد                        | محسن علی‌اکبری                               | علی غفاری          |
| ۳۲   | ۱۳۹۲ | آذر، شهدخت، پرویز و دیگران     | سیدجمال ساداتیان                            | بهروز افخمی        |
| ۳۲   | ۱۳۹۲ | رستاخیز                        | تقی علیقلی زاده                             | احمدرضا درویش      |
| ۳۳   | ۱۳۹۳ | رخ دیوانه                      | بیتا منصوری                                 | ابوالحسن داوودی    |
| ۳۴   | ۱۳۹۴ | ایستاده در غبار                | حبیب‌الله والی‌نژاد                           | محمدحسین مهدویان   |
| ۳۵   | ۱۳۹۵ | ماجرای نیمروز                  | سید محمود رضوی                              | محمدحسین مهدویان   |
| ۳۶   | ۱۳۹۶ | تنگه ابوقریب                   | سعید ملکان                                  | بهرام توکلی        |
| ۳۷   | ۱۳۹۷ | شبی که ماه کامل شد             | محمدحسین قاسمی                              | نرگس آبیار         |
| ۳۸   | ۱۳۹۸ | خورشید                         | مجید مجیدی و امیر بنان                      | مجید مجیدی         |
| ۳۹   | ۱۳۹۹ | یدو                            | محمد رضا مصباح                              | مهدی جعفری         |
| ۴۰   | ۱۴۰۰ | موقعیت مهدی                    | حبیب‌الله والی‌نژاد                           | هادی حجازی‌فر       |
| ۴۱   | ۱۴۰۱ | سینما متروپل                   | سید حامد حسینی                              | محمدعلی باشه‌آهنگر  |
| ۴۱   | ۱۴۰۱ | بچه زرنگ (بهترین فیلم انیمیشن) | حامد جعفری                                  | بهنود نکویی        |
| ۴۲   | ۱۴۰۲ | مجنون                          | عباس نادران                                 | مهدی شامحمدی       |
| ۴۳   | ۱۴۰۳ | زیبا صدایم کن                  | سید مازیار هاشمی                            | رسول صدرعاملی      |